# 6636 Kintanar
6636 Kintanar (1988 RK8) là một tiểu hành tinh vành đai chính được phát hiện ngày 11 tháng 9 năm 1988 bởi Vladimir Shkodrov ở Smolyan.